# STS-44
STS-44 byla mise raketoplánu Atlantis. Celkem se jednalo o 44. misi raketoplánu do vesmíru a 10. pro Atlantis. Cílem letu byla doprava materiálu pro americké ministerstvo obrany.

## Posádka
- Frederick D. Gregory (3) velitel
- Terence T. Henricks (1) pilot
- Story Musgrave (4) letový specialista
- Mario Runco, Jr. (1) letový specialista
- James S. Voss (1) letový specialista
- Thomas J. Hennen (1) specialista pro užitečné zatížení

V závorkách je uvedený dosavadní počet letů do vesmíru včetně této mise.